# European Film Awards 2011
La cerimonia di premiazione della 24ª edizione degli European Film Awards si è svolta il 3 dicembre 2011 presso il Tempodrom di Berlino ed è stata presentata da Anke Engelke.
Le candidature sono state rese note il 5 novembre 2011 nel corso del Festival del cinema europeo di Siviglia.

## Vincitori e candidati
I vincitori sono indicati in grassetto, a seguire gli altri candidati.
Miglior film
- Melancholia, regia di Lars von Trier (Danimarca/Svezia/Francia/Germania)
- The Artist, regia di Michel Hazanavicius (Francia)
- In un mondo migliore (Hævnen), regia di Susanne Bier (Danimarca)
- Il ragazzo con la bicicletta (Le Gamin au vélo), regia di Jean-Pierre e Luc Dardenne (Belgio/Francia/Italia)
- Il discorso del re (The King's Speech), regia di Tom Hooper (Regno Unito)
- Miracolo a Le Havre (Le Havre), regia di Aki Kaurismäki (Finlandia/Francia/Germania)

Miglior regista
- Susanne Bier - In un mondo migliore (Hævnen)
- Jean-Pierre e Luc Dardenne - Il ragazzo con la bicicletta (Le Gamin au vélo)
- Aki Kaurismäki - Miracolo a Le Havre (Le Havre)
- Béla Tarr - Il cavallo di Torino (A Torinói ló)
- Lars von Trier - Melancholia

Miglior attrice
- Tilda Swinton - ...e ora parliamo di Kevin (We Need To Talk About Kevin)
- Cécile de France - Il ragazzo con la bicicletta (Le Gamin au vélo)
- Kirsten Dunst - Melancholia
- Charlotte Gainsbourg - Melancholia
- Nadezhda Markina - Elena

Miglior attore
- Colin Firth - Il discorso del re (The King's Speech)
- Jean Dujardin - The Artist
- Mikael Persbrandt - In un mondo migliore (Hævnen)
- Michel Piccoli - Habemus Papam
- André Wilms - Miracolo a Le Havre (Le Havre)

Miglior sceneggiatura
- Jean-Pierre e Luc Dardenne - Il ragazzo con la bicicletta (Le Gamin au vélo)
- Anders Thomas Jensen - In un mondo migliore (Hævnen)
- Aki Kaurismäki - Miracolo a Le Havre (Le Havre)
- Lars von Trier - Melancholia

Miglior fotografia
- Manuel Alberto Claro - Melancholia
- Fred Kelemen - Il cavallo di Torino (A Torinói ló)
- Guillaume Schiffman - The Artist
- Adam Sikora - Essential Killing

Miglior montaggio
- Tariq Anwar - Il discorso del re (The King's Speech)
- Mathilde Bonnefoy - Drei
- Molly Marlene Stensgaard - Melancholia

Miglior scenografia
- Jette Lehmann - Melancholia
- Paola Bizzarri - Habemus Papam
- Antxon Gomez - La pelle che abito (La piel que habito)

Miglior colonna sonora
- Ludovic Bource - The Artist
- Alexandre Desplat - Il discorso del re (The King's Speech)
- Alberto Iglesias - La pelle che abito (La piel que habito)
- Mihály Víg - Il cavallo di Torino (A Torinói ló)

Miglior rivelazione
- Adem, regia di Hans Van Nuffel (Belgio/Paesi Bassi)
- Breathing (Atmen), regia di Karl Markovics (Austria)
- Michael, regia di Markus Schleinzer (Austria)
- Nothing's all Bad (Smukke Menesker), regia di Mikkel Munch-Fals (Danimarca)
- Tilva Roš, regia di Nikola Ležaić (Serbia)

Miglior documentario
- Pina, regia di Wim Wenders (Germania)
- Stand van de Sterren, regia di Leonard Retel Helmrich (Paesi Bassi)
- ¡Vivan las Antipodas!, regia di Victor Kossakovsky (Germania/Argentina/Cile/Paesi Bassi)

Miglior film d'animazione
- Chico & Rita, regia di Fernando Trueba, Javier Mariscal e Tono Errando ( Spagna)
- A Cat in Paris (Un vie de chat), regia di Alain Gagnol e Jean-Loup Felicioli ( Francia/ Belgio)
- Le Chat du rabbin, regia di Joann Sfar e Antoine Delesvaux ( Francia)

Miglior cortometraggio
- The Wholly Family, regia di Terry Gilliam (Italia)
- Berik, regia di Daniel Joseph Borgman (Danimarca)
- Derby, regia di Paul Negoescu (Romania)
- Frozen Stories, regia di Grzegorz Jaroszuk (Polonia)
- La gran carrera, regia di Kote Camacho (Spagna)
- Hypercrisis, regia di Josef Dabernig (Austria)
- Händelse Vid Bank, regia di Ruben Östlund (Svezia)
- Jessi, regia di Mariejosephin Schneider (Germania)
- Små barn, stora ord, regia di Lisa James Larsson (Svezia)
- Tse, regia di Roee Rosen (Israele)
- Paparazzi, regia di Piotr Bernaś (Polonia)
- Apele Tac, regia di Anca Miruna Lăzărescu (Germania/Romania)
- Dimanches, regia di Valéry Rosier (Belgio)
- Återfödelsen, regia di Hugo Lilja (Svezia)
- I lupi, regia di Alberto De Michele (Italia/Paesi Bassi)

Premio del pubblico
- Il discorso del re (The King's Speech), regia di Tom Hooper (Regno Unito)
- Benvenuti al Sud, regia di Luca Miniero (Italia)
- In un mondo migliore (Hævnen), regia di Susanne Bier (Danimarca)
- Animals United (Konferenz der Tiere), regia di Reinhard Klooss e Holger Tappe (Germania)
- Piccole bugie tra amici (Les petits mouchoirs), regia di Guillaume Canet (Francia)
- Potiche - La bella statuina (Potiche), regia di François Ozon (Francia)
- También la lluvia, regia di Icíar Bollaín (Spagna)
- Unknown - Senza identità (Unknown), regia di Jaume Collet-Serra (Germania)

Premio alla carriera
- Stephen Frears

Miglior contributo europeo al cinema mondiale
- Mads Mikkelsen

 Miglior co-produttore europeo 
- Mariela Besuievsky

Premio speciale onorario
- Michel Piccoli